# بوناركادو
بوناركادو، (بالإنجليزية: Bonarcado)‏، (سردينيا: بونكاتو) هي بلدية، في مقاطعة أوريستانو في إقليمسردينيا، وتقع على بعد حوالي 110 كم (68 ميل) شمال غرب كالياري، وحوالي 25 كم (16 ميل) شمال أوريستانو.